# Llista de Primers Ministres de Nova Escòcia
Primer ministres de la colònia de Nova Escòcia (1848-1867)
|  | Nom               | Partit              | Term      |
|  | James B. Uniacke  | Liberal             | 1848-1854 |
|  | William Young     | Liberal             | 1854-1857 |
|  | James W. Johnston | Conservative        | 1857-1860 |
|  | William Young     | Liberal             | 1860      |
|  | Joseph Howe       | Liberal             | 1860-1863 |
|  | James W. Johnston | Conservative        | 1863-1864 |
|  | Charles Tupper    | Confederation Party | 1864-1867 |

Primer Ministres de la província de Nova Escòcia, Canadà, des de la Confederació (1867).

Escut de Nova Escòcia

|  | Nom                         | Partit                     | Term      |
|  | Charles Tupper              | Confederation Party        | 1867*     |
|  | Hiram Blanchard             | Conservative               | 1867      |
|  | William Annand              | Anti-Confederation-Liberal | 1867-1875 |
|  | Philip Carteret Hill        | Liberal                    | 1875-1878 |
|  | Simon H. Holmes             | Conservative               | 1878-1882 |
|  | John Sparrow David Thompson | Conservative               | 1882      |
|  | William T. Pipes            | Liberal                    | 1882-1884 |
|  | William S. Fielding         | Liberal                    | 1884-1896 |
|  | George H. Murray            | Liberal                    | 1896-1923 |
|  | Ernest H. Armstrong         | Liberal                    | 1923-1925 |
|  | Edgar N. Rhodes             | Conservative               | 1925-1930 |
|  | Gordon S. Harrington        | Conservative               | 1930-1933 |
|  | Angus L. Macdonald          | Liberal                    | 1933-1940 |
|  | Alexander S. MacMillan      | Liberal                    | 1940-1945 |
|  | Angus L. Macdonald (de nou) | Liberal                    | 1945-1954 |
|  | Harold Connolly             | Liberal                    | 1954      |
|  | Henry D. Hicks              | Liberal                    | 1954-1956 |
|  | Robert L. Stanfield         | Progressive Conservative   | 1956-1967 |
|  | George I. Smith             | Progressive Conservative   | 1967-1970 |
|  | Gerald A. Regan             | Liberal                    | 1970-1978 |
|  | John Buchanan               | Progressive Conservative   | 1978-1990 |
|  | Roger Bacon                 | Progressive Conservative   | 1990-1991 |
|  | Donald W. Cameron           | Progressive Conservative   | 1991-1993 |
|  | John Savage                 | Liberal                    | 1993-1997 |
|  | Russell MacLellan           | Liberal                    | 1997-1999 |
|  | John F. Hamm                | Progressive Conservative   | 1999-2006 |
|  | Rodney MacDonald            | Progressive Conservative   | 2006-2009 |
|  | Darrell Dexter              | NDP                        | 2009-2013 |
|  | Stephen McNeil              | Liberal                    | 2013-2021 |
|  | Iain Rankin                 | Liberal                    | 2021-     |

(*) 1 de juliol - 4 de juliol, 1867